# 12746 Юмеґінґа
12746 Юмеґінґа (12746 Yumeginga) — астероїд головного поясу, відкритий 16 листопада 1992 року.
Тіссеранів параметр щодо Юпітера — 3,608.
Названо на честь Юмеґінґи (яп. ゆめぎんが(夢銀河) юмеґінґа).